# Samuel Mörck

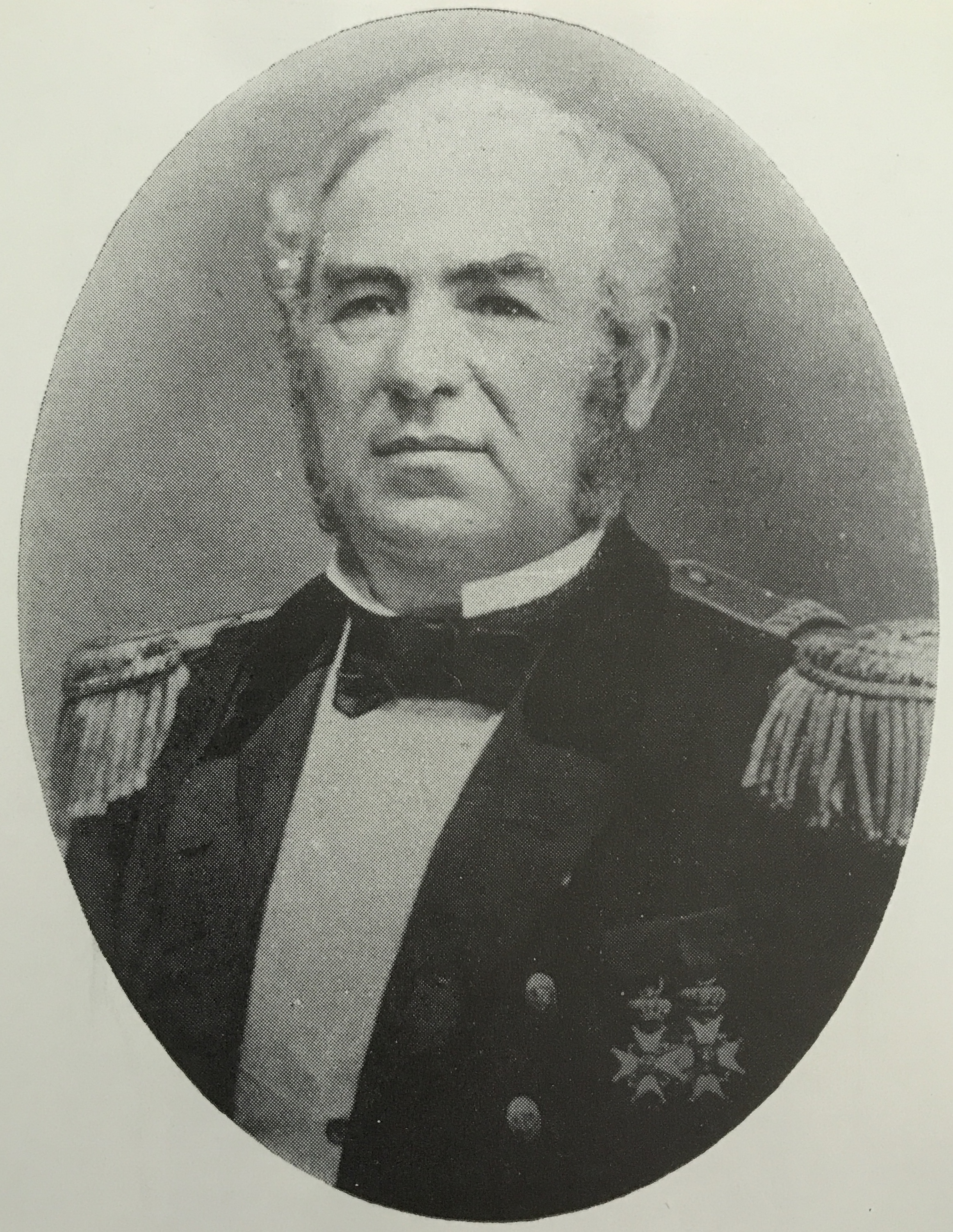
J. S. Mörck

John Samuel Mörck, född 20 december 1816 i Karlskrona, död där 20 november 1871, var en svensk läkare, tillika överfältläkare i Karlskrona.
Han var son till metallgjutaren P. Mörck. Efter avlagda medicinska examina (fil. och med. dr, samt chir. mag.) var han amanuens vid Kungliga Serafimerlasarettets kirurgiska avdelning, och verkade härefter som militärläkare vid Wendes artilleriregemente samt Kungliga Kronobergs regemente innan han år 1848 utnämndes till bataljonsläkare vid Flottan i Karlskrona, där han slutligen avancerade till överfältläkare. Mörck hade flera sjökommenderingar som läkare: med fregatten Desirée seglingssäsong 1849, med ångkorvettenThor seglingssäsong 1850 och med linjeskeppet Carl XIII seglingssäsong 1853. Mörck företog 1851 med understöd av militärläkarstipendiet en studieresa genom Tyskland, Frankrike, England och Danmark rörande maritima hälsovårdsangelägenheter. Mörck var även fängelseläkare i Karlskrona, inspektor för högre elementarläroverket där samt ledamot av kommissionen för militära hälsovårdens ordnande och ledamot av Kungliga Örlogsmannasällskapet. Utöver detta var Mörck en av de grundande medlemmarna av Karlskrona läkareförening, aktiv frimurare vid logen Carl Johan i samma stad samt hedersledamot vid Blekinge nation 1867.
Mörck gifte sig 1847 med Rosalie Charlotta Borlander, dotter av bagaråldermannen Johan Borlander. Med henne fick han bland flera barn läkaren Fredrik Samuel Mörck (1848–1884), dottern Sigrid (f. 1853), gift 1874 med stadsläkaren i Västervik Lars Fredelius samt Bertha (1854–1921), gift 1878 med trafikchefen Carl Sundblad (1842–1927) vid Karlskrona-Växjö Järnväg (CWJ).